# Jezioro Głuche Małe
Jezioro Głuche Małe – przepływowe jezioro wytopiskowe położone na Równinie Charzykowskiej w kompleksie leśnym Borów Tucholskich na obszarze Zaborskiego Parku Krajobrazowego i gminy Brusy.
Według urzędowego spisu opracowanego przez Komisję Nazw Miejscowości i Obiektów Fizjograficznych (KNMiOF) nazwa tego jeziora to Jezioro Głuche Małe. W różnych publikacjach i na mapach topograficznych jezioro to występuje pod nazwą Jezioro Małe Głuche.
Powierzchnia zwierciadła wody według różnych źródeł wynosi od 12,0 ha do 12,5 ha do 17,28 ha.
Zwierciadło wody położone jest na wysokości 127 m n.p.m. Średnia głębokość jeziora wynosi 4,9 m, natomiast głębokość maksymalna 12,9 m.
Wzdłuż wschodniego brzegu jeziora przebiega trasa Ścieżki przyrodniczej "Doliny Kulawy". W przylegającej do niego "Dolinie Mnichów" znajdują się liczne stanowiska starych jałowców.